# Cistícola de Lynes
La cistícola de Lynes (Cisticola distinctus) és una espècie d'ocell passeriforme de la família Cisticolidae endèmica d'Uganda i Kenya.
El nom comú commemora al seu descobridor, l'ornitòleg gal·lès Hubert Lynes.

## Distribució i hàbitat
Es troba únicament en les muntanyes de l'est d'Uganda i centre de Kenya.
L'hàbitat natural són els herbassars tropicals a gran altitud.

## Taxonomia
La cistícola de Lynes anteriorment se la considerava una subespècie de la cistícola ploranera (Cisticola lais).